# Estadio Municipal de Mosquera
El Estadio Municipal de Mosquera, está situado en el municipio de Mosquera, Cundinamarca. Se encuentra en construcción y contará con capacidad para 5.440 espectadores.

## Historia
En el lote donde se construye el actual Estadio Municipal de Mosquera existió anteriormente otro escenario, el cual albergó un partido de la Liga Femenina 2020, el clásico en el que Santa Fe venció 3-2 a Millonarios.
La construcción del nuevo estadio comenzó en 2022 y ha tenido una inversión superior a los 45.000 millones de pesos.